# ねこひきのオルオラネ
『ねこひきのオルオラネ』（あるいは『猫弾きのオルオラネ』）は、夢枕獏による日本の短編ファンタジー小説。集英社、旧・奇想天外に昭和53年6月に掲載。アニメ化もされており、1992年11月26日にポリドールからOVAが発売された。

## 既刊一覧
- 夢枕獏 『ねこひきのオルオラネ』 集英社〈集英社文庫コバルトシリーズ〉、1979年4月15日第1刷発行、ISBN 4-08-610272-2

## OVA

### キャスト
- ぼく：関俊彦
- オルオラネ：銀河万丈
- イルイネド：林原めぐみ
- ショフレン：中博史
- マレット：折笠愛
- 中年男：相沢正輝
- 女性：天野由梨

### スタッフ
- 製作：前田仁（ポリドール）、宮田智行（J.C.STAFF）
- エグゼクティブプロデューサー：石田登
- 原作：夢枕獏（集英社 コバルト文庫刊 コバルトセレクション刊）
- 企画：JAM.CREATION、久保雄一郎
- 企画協力：中條裕之（夢枕獏事務所）
- キャラクター原案：皆川幸輝
- プロデューサー：島崎克実、中川孝一
- コーディネーター：図司安明
- 監督：西久保瑞穂
- 脚本：関島眞頼
- 演出：岡尾貴洋
- 画面構成・美術監督：小林七郎
- キャラクターデザイン・作画：村田俊治
- 作画協力：菅沼エイジ、竹内志保
- 動画チェック：斉藤和也
- 色彩設定：鈴木孝子
- 色指定：村上芳枝
- 仕上・検査：津田篤子、浅生裕子
- 特殊効果：阿部郷（グレル工房）
- 撮影監督：高橋明彦
- 編集：ジェイ・フイルム、辺見俊夫、岡田輝満
- 音響監督：田中英行
- 音響制作：AUDIOタナカ
- 音楽プロデューサー：澤謙
- 音楽：百石元、石川Kanji、澤謙
- 音楽制作：サーキットシティー
- 制作担当：くぼゆういちろう
- 制作：J.C.STAFF
- 製作・著作：ポリドール株式会社

### 主題歌
イメージ・ソング「Hearts in Harmony」
作詞：RALPH MCCARTHY、作・編曲：HAJIME HYAKKOKU、歌：LAVERT SAMUELS
エンディング・ソング「River of Time」
作詞：RALPH MCCARTHY、作曲：KENJI ISHIKAWA、編曲：HAJIME HYAKKOKU、歌：NADINE COLLINS

### 関連商品
- 「ねこひきのオルオラネ オリジナル・サウンドトラック」1992年10月25日発売 CD：POCH-2035
- 「ねこひきのオルオラネ」1992年11月26日発売 VHS：POVH-2025/LD：POLH-2025